# Raja montagui

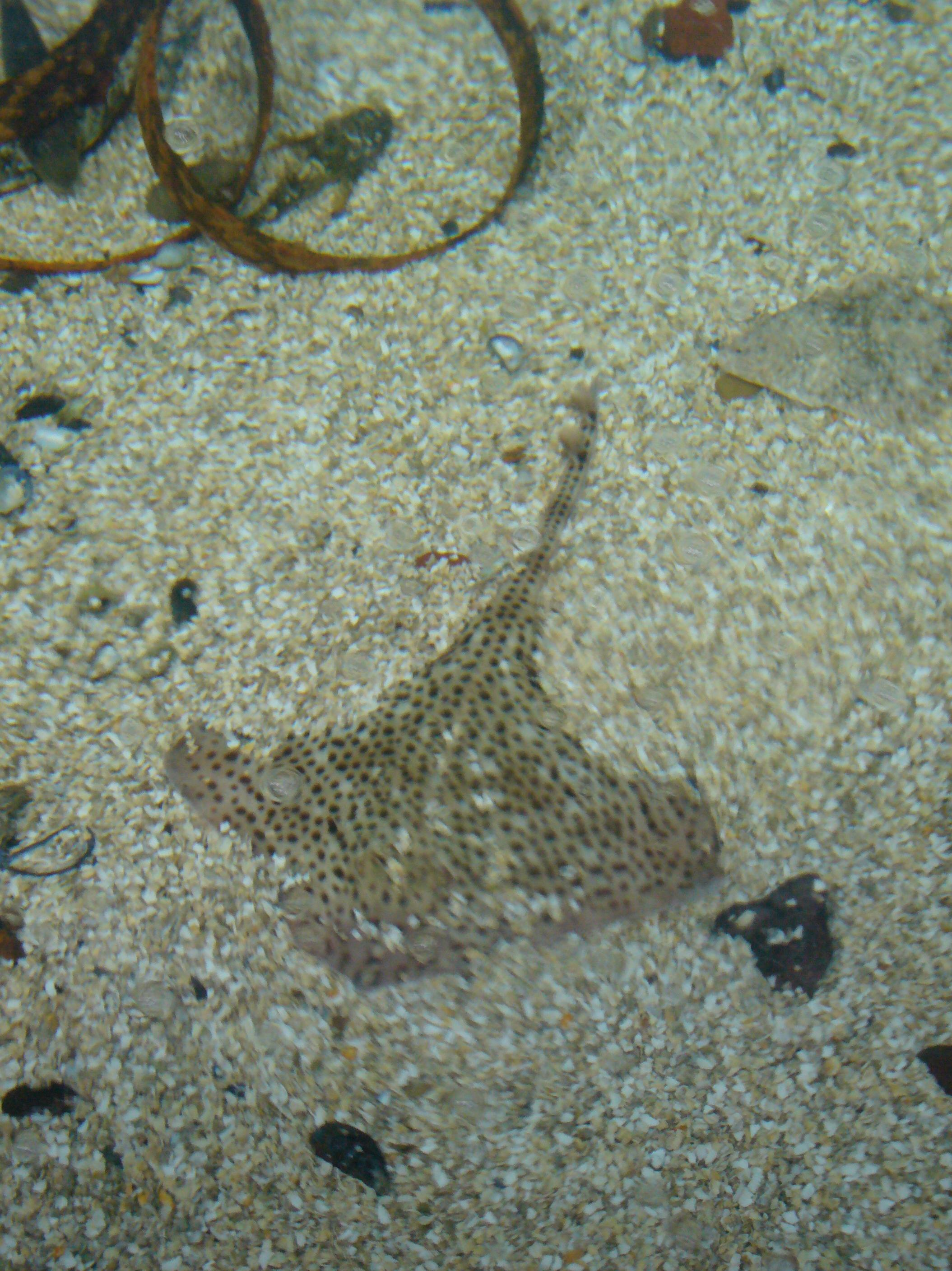
Raja mantagui.

Raja montagui  é uma espécie de raia da família Rajidae na ordem dos Rajiformes.

## Descrição
Os machos podem alcançar os 80 cm de comprimento total.
A espécie é ovípara, as fêmeas põem ovos envoltos numa cápsula córnea.
Alimenta-se principalmente crustáceos.

## Distribuição e habitat
é um peixe marinho que ocorre nas águas dos climas temperados (61° N - 16º N, 18° W - 25° E), demersal, presente entre os 20 e os 345 m de profundidade.
A sua área de distribuição natural inclui o leste do Oceano Atlântico, desde o sul do Mar do Norte e o oeste do Mar Báltico até à Mauritânia, e a parte ocidental do Mediterrâneo, desde Tunis até ao oeste da Grécia.
A espécie é inofensiva para os humanos.